# Čaradice
Čaradice é um município da Eslováquia, situado no distrito de Zlaté Moravce, na região de Nitra. Tem 17,85 km² de área e sua população em 2018 foi estimada em 496 habitantes.

## Demografia
| Ano:        | 1994 | 2004   | 2014   | 2024   |
| ----------- | ---- | ------ | ------ | ------ |
| Broj ljudi: | 555  | 517    | 515    | 545    |
| Razlika:    |      | -6,84% | -0,38% | +5,82% |

| Ano:               | 2023 | 2024   |
| ------------------ | ---- | ------ |
| Número de pessoas: | 534  | 545    |
| Diferença:         |      | +2,05% |